# ラーンサーン王朝

ラーンサーン王国
ລ້ານຊ້າງ

ラーンサーン王朝の1400年頃の版図（緑）

ラーンサーン王朝（ラーンサーンおうちょう、英語：Lanexang Kingdom）は、メコン川中流域に14世紀から18世紀にかけて展開した歴史上の王朝。シップソーンパーンナー、ラーンナー等と並ぶ、山地タイ人による「ムアン（国家）」の一つであり、ラーオ族古来の政治制度と上座部仏教を統合した王権思想により統治されていた。世界遺産となっている「ルアンパバーンの町」などでは、この王国で隆盛した仏教文化に触れることができる。

## 名称
「ラーンサーン王国」（ラーオ語: ອານາຈັກລ້ານຊ້າງ）とは、「百万頭の象の王国」という意味である。ラーンサーン王朝は、現在のラオス領をほぼ覆う領域を支配していたことから、ラオス人にとってはアイデンティティーの支柱となっており、ラーンサーンはラオスの美名として使われることがある。

## 概略史

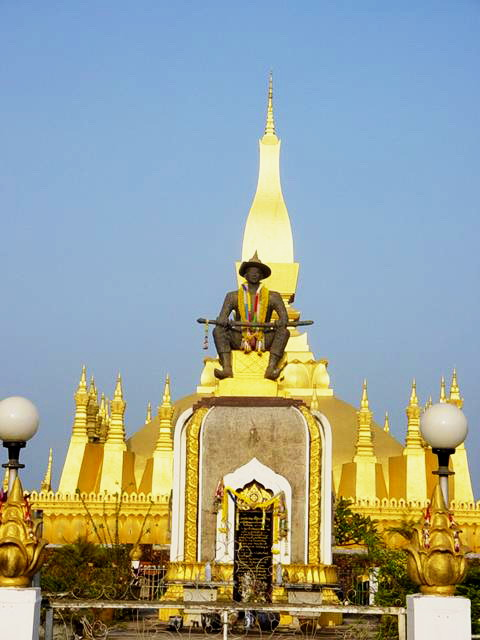
セーターティラート王座像とタート・ルアン（ヴィエンチャン）

王朝の歴史は、統一ラーンサーン時代（1353年－1710年前後）と三国時代（1779年まで）に分けられる。

### 統一ラーンサーン時代
王朝は、ファー・グム王によって14世紀に成立し、支配領域をメコン川流域からコーラート台地にまで広げた。16世紀後半のセーターティラート王の時代にタウングー王朝（ビルマ）の侵攻を受け、首都をヴィエンチャンに移したが、最終的にはビルマに占領された。その後、王朝は17世紀初頭にビルマの支配を克服し、スリニャ・ウォンサー（1637年 - 1694年）が王の時代には上座部仏教を始めとする文化・文芸の隆盛期を迎えた。明朝末期の混乱期の1640年頃、White Taiの複数のムアンが、ラーンサーンの東にシップソーンチュタイを建国した。

### 三国時代
1694年にスリニャ・ウォンサーが死去すると、王朝は王位継承を巡って内紛状態となり、王位継承者が統治するルアンパバーン王国、ヴィエンチャン王国、チャンパーサック王国の三国、及びシエンクアーン王国の4つに分裂した。これらの諸王朝は対立・抗争を繰り返しながら徐々に弱体化し、1779年に三国がトンブリー王朝（タイ）の宗主下に入ることでラーンサーン王家の独立は終焉した。
なお、ルアンパバーン王国、及びヴィエンチャン王国は、いずれもラーンサーンの名を継承する王朝として存続しており、1949年のラオス独立時には、ルアンパバーンの王がラオス王国の国王として即位することとなる。

## 年表

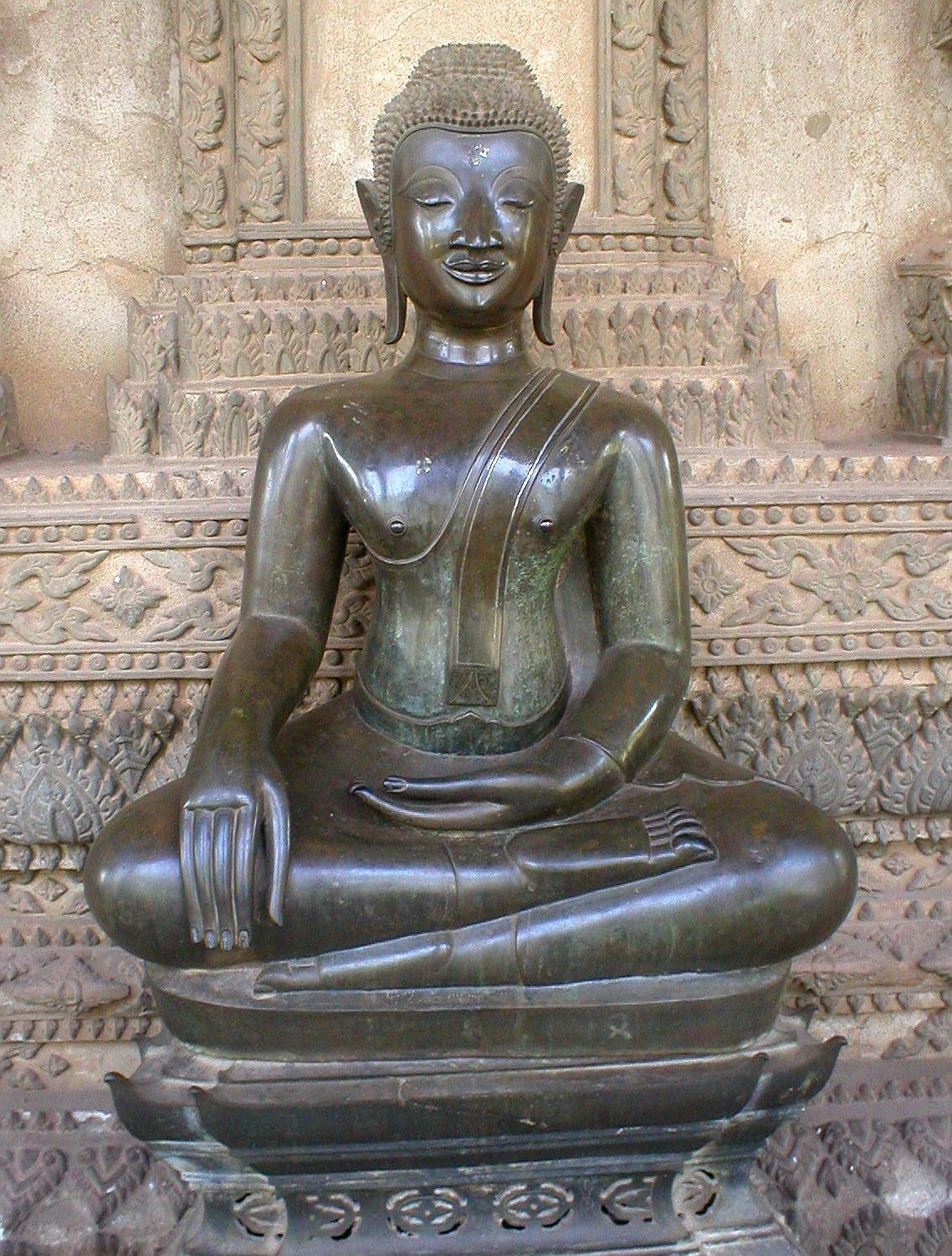
ラーンサーン王朝時代に作られた仏像

- 1353年・ファー・グム（英語版）がラオ族の統一国家として、シエントーンを起点に建設。
- 1358年・クメール王朝から上座部仏教が伝わる。
- 1483年 - レ朝のレ・タイントンによりラーンサーン王国が占領される。
- 1553年・セーターティラート王、ラーンナータイ王国の王位継承を主張しチェンマイへ派兵。
- 1560年・セーターティラート王、タウングー王朝（ビルマ）の侵攻を懸念し、王都をシエントーンからヴィエンチャンに移転。旧都をルアンパバーンと改名。
- 1566年・タート・ルアン建立。
- 1574年・王都ヴィエンチャンをビルマ軍に占領され、以後タウングー王国に服属する。
- 1603年・タウングー王朝から独立。
- 1633年〜1694年・スリニャ・ウォンサー（英語版）王の治世による繁栄期。
- 1706年・ルアンパバーン王国がラーンサーン王朝からの独立を宣言。
- 1707年・ラーンサーン王朝がヴィエンチャン王国とルアンパバーン王国に分裂。
- 1713年・ヴィエンチャン王国からチャンパーサック王国が分裂。
- 1779年・ラーンサーン三王国がトンブリー王朝（タイ）の支配下に入る。
- 1893年・三王国がフランスの宗主権下に入る。
- 1949年・三王国の国土を元にラオス王国が独立し、ルアンパバーン国王がラオス国王となる。

## ラーンサーンの王・及び主権者
仏暦と西暦のズレを修正していません。+543年（仏暦）が正しい年代です。
- ファー・グム（英語版）（ファーラートーラニー）王（1353年 - 1371年）
- ウン・ムアン（サームセーン・タイ）王（1374年 - 1417年）
- ラーン・カムデーン王（1417年 - 1428年）
- マハー・テーヴィ（サームセーン・タイ王の妹）の統治（1438年 - 1438年、王の地位に即位せず、以下の王を傀儡化し、権力を掌握。）
  - ポマタット王
  - パークフワイルアン（カムテム）王
  - ムーンサイ（サイ）王
  - ファーカイ王
  - シエンサー王
  - ユーコーン王
  - カムクート王
- パ・タンマセーナーとパ・マハーサムタコートの2僧による統治（1438年 - 1456年）
  - ナーンケオピムパー王（1438年 - 1456年）
- ワンブリー（サイ・チャカパット）王（1456年 - 1478年）
- スワンナ・バンラン（テーンカム）王（1478年 - 1485年）
- ラーセーン・タイプワナート王（ - 1496年）
- ウィスン・ナラート（プーパーン）の執政（1496年 - 1500年、以下の王を傀儡化し、権力を掌握。）
  - ソムプー（1497年 - 1500年）
- ウィスン・ナラート（プーパーン）王（1500年 - 1520年、宰相から国王へ即位）
- ポーティサラ（英語版）王（ - 1547年）
- セーターティラート王（1548年 - 1572年）
- セーン・スリンタルサイ王（1572年 - 1574年）
- タウングー王朝の支配期（1574年 - 1603年）
  - ウォラ・ワンソー王（1575年 - 1579年）
  - セーン・スリンタルサイ王（1580年 - 1582年、2回目の統治）
  - ナコーン・ノーイ王（1583年）
  - タウングー王朝の直接支配による国王不在期（1583年 - 1591年）
  - ノー・ムアン王（1591年 - 1598年）
  - ウォーラ・ウォンサー（タンミカラート）王（1598年 - 1603年にタウングー朝の支配から脱する）
- ウォーラ・ウォンサー（タンミカラート）王（1603年独立 - 1622年）
- ウパユワラート王（1622年 - 1623年）
- バンティット・ポーティサーン王（1623年 - 1627年）
- マハープロムテーウォーポーティサット（モーン・ケーオ）王（1627年）
- トーンカム王（1627年 - 1633年）
- スリニャ・ウォンサー（英語版）王（1633年 - 1690年）
- ムアン・チャン王（1690年 - 1691年）
- オンロー王（1691年 - 1695年）
- ナン・タラート王（1695年 - 1698年）
- サイ・オン・フェ（セタティラート2世）王（1698年 - 1706年にラーンサーン王国分裂）

以後の歴代国王については、『関連項目』欄の『三国時代の諸国』にあるリンク先を参照のこと。